# Kulturell rasism
Kulturell rasism eller kulturrasism är ett begrepp som används inom olika forskningsfält – såsom samhällsvetenskapliga discipliner, humaniora, beteendevetenskap med flera – för att beteckna fenomen som man ser som uttryck för en specifik typ av rasism och en vidareutveckling av den biologiska rasismen. "Kulturell rasism" används exempelvis av FN och diskrimineringsombudsmannen (DO) samt inom forskarvärlden för att beteckna vissa rasistiska ideologier, idéer, resonemang, argument och föreställningar. Anförandena görs i ideologiska termer av "kulturkrock" och att kulturella skillnader legitimerar exkludering och diskriminering utefter rasföreställningar och rangordning av kultur som högre och lägre stående i relation till varandra.
Historiskt sett har rasbegreppet använts om hela kulturer och folkslag, bland annat genom biologistiskt motiverade tal om exempelvis "den svenska rasen" medan det idag är vanligare med tal om "svenska identiteten" eller "svenskhet", som båda är uttryck för kulturella egenskaper och föreställda distinkta kvaliteter.
Termen har kritiserats bl.a. då den enligt kritiker felaktigt associerar kulturell kritik och kulturell preferens med egentlig rasism, d.v.s. med diskriminering av personer baserat på genetiskt arv eller 'ras'. Kulturrasism har även kritiserats för att göra rasism till ett oprecist och urvattnat begrepp.

## Rasism och kulturrasism
Diskrimineringsombudsmannen menar att rasism "[u]rsprungligen [är] ett ord som beskriver uppdelningen av människor i ett rassystem där vissa raser biologiskt är underställda andra. Idag pratar man mer om kulturrasism – föreställningen om att kulturer är absoluta, oföränderliga och definierar individens egenskaper." Nationalencyklopedin anger att kulturrasism används för att "beskriva en förenklad och ofta stigmatiserande syn på invandrare och minoritetskulturer" och att en kulturrasistisk syn bygger på föreställningar om att kulturer är oföränderliga och att "ett kulturrasistiskt sätt att tänka betonar olikheter snarare än likheter och ser negativa drag i andras livsstilar." Vidare anger nationalencyklopedin att ytterligare ett uttryck för kulturrasism är förbiseendet av andras kulturer:
| ” | Kulturrasism kan också innebära ett negligerande av andras kulturer. När den svenska fjällvärlden beskrivs som orörd vildmark är det ett direkt förnekande av att samerna under århundraden skapat och påverkat det kulturlandskap som fjällen utgör. Också ett sådant resonemang kan betecknas som kulturrasism. | „ |

## Kulturrasism
Begreppet kulturrasism började användas i början av 1980-talet. I England och USA används även begreppen nyrasism (myntad av sociologen Martin Barker) och etnifiering för att beteckna samma fenomen. Under 1980- och 1990-talen har biologisk rasism som argument blivit allt mer ovanligt inom etno-nationalistiska rörelser i Europa, medan kulturrelaterade argument till viss del tagit den biologiska rasismens plats.
Kulturrasism innebär en essentiell syn på kulturer. Kulturrasisten söker tillskriva individer i en kultur vissa värden som medfödda och oföränderliga. Dessa ställs ibland även mot en annan kultur, som värderas relativt till den förra. De som anklagas för kulturrasism anklagas också ofta för att vara smygrasister. Enligt Marcello Vittorio Ferrada de Noli, psykiater och professor emeritus i folkhälsovetenskap, är kulturell rasism ett uttryck för "uppsåtligt politiskt bedrägeri eller av ett undermedvetet främlingsfientligt affektivt tillstånd" och att "kulturrasisten sällan vill, eller ytterst sällan kan, erkänna sin faktiska biologisk-etniska rasistiska inställning".
Kulturrasism som koncept är besläktat med xenofobi (främlingsfientlighet), islamofobi, antisemitism och orientalism. Den kulturella rasismen som specifikt riktar sig mot judar kallas antisemitism. Riktar den sig mot romer kallas den antiziganism, mot kristna kristofobi, och riktas den mot muslimer kallas den för islamofobi.

### Ideologi
Kulturell rasism bygger på idén om nationen som en kulturell enhet och uttrycker rasistiska principer och tankar om essenser och rasmässiga "väsen", färdigheter och förmågor nedärvda genom kulturella praktiker och kulturell tillhörighet, varigenom skillnader mellan människor (kulturella och andra) förklaras. Kulturrasismen syftar på kulturer istället för folkslag och skiljer sig därvidlag från den biologiska rasismen. Den kulturella rasismen omfattar en betraktelse av en etnisk grupps/rasgrupps kulturarv som stående över en eller flera andra kulturers.
| ” | Kulturrasismen utgår från läran eller tron om att kultur är ett fenomen med eget ’väsen’ och given en gång för alltid. Kulturen framställs ofta som en färdighet man får för att man tillhör en viss etnisk grupp eller religion och att man bär med sig "kulturen" som ett bagage livet ut. Den ses som en egenskap som följer av ett slags självklar, gemensam identitet och ursprung. | „ |

Exkludering av Den andre blir därmed viktig eftersom den kulturellt annorlunda ofrånkomligt blir problematisk för den "nationella identiteten".
Diskrimineringsombudsmannen beskriver kulturrasismens ideologi som:
| ” | Efter andra världskriget, i takt med att idén med olika biologiska raser blev kontroversiell, har begreppet kultur fått ökad betydelse i rasistiska resonemang. Forskare brukar tala om så kallad ”kulturrasism”. Istället för att utgå från biologi, används kultur som förklaringsmodell till hur människor är och vad de gör. Kultur ses som något fast och oföränderligt. Retoriken och syftet med uppdelningen är dock densamma som när man talar om biologiska raser. Stereotypa föreställningar om olika etniska gruppers kultur som väsensskilda och oförenliga med exempelvis den ”svenska” kulturen ligger till grund för kulturrasismen. Kulturer ses som oföränderliga och i mångt och mycket avgörande för en persons egenskaper. | „ |

### Den nya högern
Den nya högerns främsta ideologiska bidrag och innovation var hur den gamla biologiska rasismen skulle ersättas med begreppet etnopluralism, vilken utgör grunden för den av Martin Barker myntade ideologiska beskrivningen nyrasism eller det Michel Wieviorka beskrivit som kulturrasism. Den nya högern vänder sig emot tanken på mångkulturella samhällen och att invandrade ska bevara sina vanor och traditioner i det nya hemlandet. De vill avskaffa mångkulturalismen till förmån för en etnisk heterogen värld med homogena stater i syfte att bevara föreställda unika, nationella särarter av olika folk. Ståndpunkten är att mångkulturalism är rasism och leder till folkmord (ethnocide) och genom att anta den argumentationen vill den nya högern framställa sig som antirasistisk genom tvetydiga formuleringar som rätten till annorlundahet, enligt statsvetaren Tamir Bar-On.

### Notförteckningar
1. ↑  ”Slavery and racism”. Arkiverad från originalet den 24 augusti 2013. https://web.archive.org/web/20130824023420/http://www.unesco.org/bpi/eng/unescopress/2001/01-91e.shtml/. Läst 17 december 2013.
2. ↑  Elliot, Anthony (2012). Routledge Handbook of Identity Studies. Taylor & Francis. sid. 183. ISBN 9781135196509
3. ↑  Pontàn, Sebastian (2014). En antirasism på knä? En kvalitativ textanalys av svensk antirasism. http://lup.lub.lu.se/student-papers/record/4229059. Läst 24 januari 2018.
4. ↑  ”Rasism på arbetsmarknaden: En inventering av forskningsläget 2017”. Vetenskapsrådet. 2017. sid. 21. https://www.vr.se/download/18.5f55e5e81618e003b7066f9d/1555332264901/Rasism-pa-arbetsmarknaden-Inventering-forskningslaeget_VR_2017.pdf. Läst 25 maj 2022.
5. ↑  Diskrimineringsombudsmannen (DO): . Citat: ”Idag pratar man mer om kulturrasism –föreställningen om att kulturer är absoluta, oföränderliga och definierar individens egenskaper.” Läst 2013-12-17.
6. 1 2  Nationalencyklopedin. Kulturrasism (hämtad 2016-04-02)
7. 1 2  Centrum mot rasism: Kulturrasism. Läst: 17 december 2013.
8. ↑  Hellström, Anders (2017). ”Rasist? Inte jag”. Forum för levande historia. https://www.levandehistoria.se/sites/default/files/material_file/rasist_-_inte_jag.pdf. Läst 25 maj 2022.
9. ↑  Marcello Vittorio Ferrada-Noli: Att definiera kulturrasism. Läst: 20 juli 2012.
10. ↑  Otterbeck & Bevelander 2006, s. 9 f.
11. 1 2  Wren 2001.
12. ↑  Centrum mot rasism: Kulturrasism[död länk]. Läst: 20 juli 2012.
13. 1 2  SOU 1989:13 1989.
14. ↑  Dovidio et al. 2001.
15. ↑  Diskrimineringsombudsmannen (DO): Vardagsrasism. Läst 2013-12-17.
16. ↑  Barker 1981.
17. ↑  Wieviorka 1998.
18. ↑  Minkenberg 1997.
19. ↑  Rydgren 2005.
20. 1 2  Bar-On, Tamir (2001). ”The Ambiguities of the Nouvelle Droite, 1968-1999” (på engelska). The European Legacy 6 (3):  sid. 333–351.

### Källförteckningar
- Barker, Martin (1981). The new racism.
- Dovidio, John F.; Iewstone, Miles; Glick, Peter och Esses, Victoria M. (2010). The Sage handbook of prejudice, stereotyping and discrimination. Thousand Oaks, CA: SAGE Publications.
- Minkenberg, Michael (2002). "The new radical right in the political process: Interaction effects in France and Germany", i M. Schain, A. Zolberg och P. Hossay (red), Shadows over Europe: The development and impact of the extreme right in Western Europe.
- Otterback, Jonas; Bevelander, Pieter (2006). Islamofobi: en studie av begreppet, ungdomars attityder och unga muslimers utsatthet. Stockholm: Forum för levande historia. Libris 10308742. ISBN 91-976073-6-3. http://www.levandehistoria.se/sites/default/files/material_file/islamofobi.pdf
- Rydgren, Jens (2005). Is extreme right-wing populism contagious? Explaining the emergence of a new party family.
- SOU 1989:13 (1989). Statens offentliga utredningar, 0375-250X ; 1989:13. Stockholm: Allmänna förlaget. Libris 806678. ISBN 91-38-10289-7
- Wren, Karen (2001). ”Cultural racism: something rotten in the state of Denmark?” (på engelska). American Sociological Review Vol. 2 (2). http://www.tandfonline.com/doi/abs/10.1080/14649360120047788.